# Villafranca-Montes de Oca
Villafranca-Montes de Oca är en ort i Spanien.   Den ligger i provinsen Provincia de Burgos och regionen Kastilien och Leon, i den norra delen av landet, 220 km norr om huvudstaden Madrid. Villafranca-Montes de Oca ligger 952 meter över havet och antalet invånare är 168.
Terrängen runt Villafranca-Montes de Oca är kuperad åt sydost, men åt nordväst är den platt. Runt Villafranca-Montes de Oca är det glesbefolkat, med 20 invånare per kvadratkilometer. Närmaste större samhälle är Briviesca, 18,0 km norr om Villafranca-Montes de Oca. I omgivningarna runt Villafranca-Montes de Oca växer i huvudsak blandskog.